# 군포시의회
군포시의회는 경기도 군포시 지역을 관할하는 기초의회이다.
현재 제9대 의회(2022. 7. 1. ~ 2026. 6. 30.)가 개원해 운영 중이다.
현역 의원은 총 9명(지역구 8명, 비례대표 1명)이다.